# Mirliton
O Mirliton, Flügelmütze, ou Flügelkappe era um chapéu alto usado por hussardos, cavalaria ligeira e infantaria ligeira no período de 1750 a 1800, permanecendo em uso cada vez mais raro durante as Guerras da Unificação Alemã. 

Caracterizava-se como um chapéu cilíndrico afunilado sem aba, normalmente vinha adornado com cordões e/ou pedaços de tecido enrolados ao seu redor.

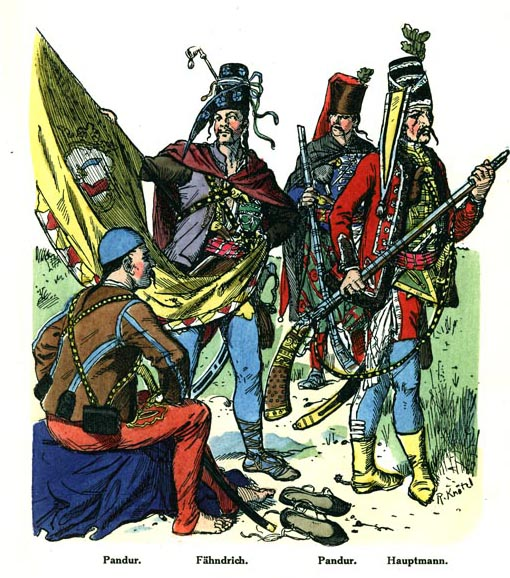
As três tropas ligeiras croatas à direita usam o Flügelkappe. Os uniformes são de cerca de 1750.
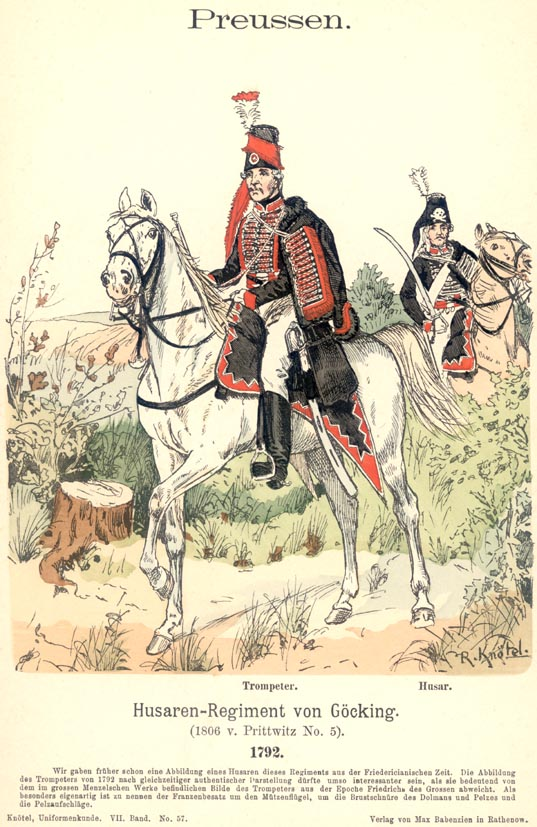
Dois hussardos prussianos de 1792 usam o Flügelmütze, um com o emblema da caveira da morte.
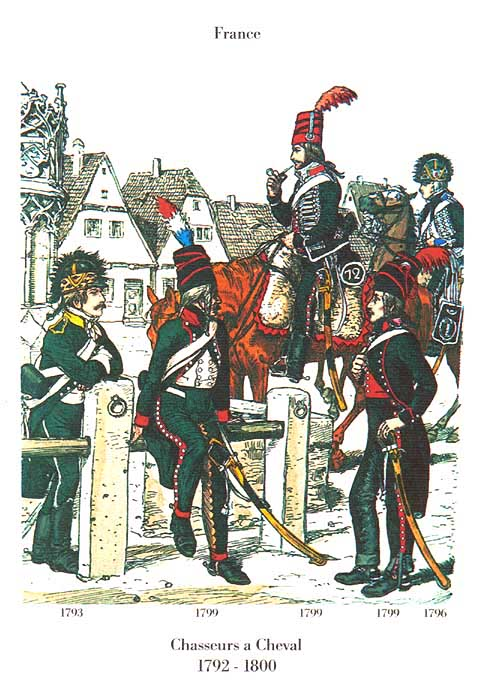
Os três Chasseurs à Cheval franceses no centro usam mirlitons. Seus uniformes são de 1799.